# Três Fronteiras (Colniza)
Três Fronteiras (ou Vila Guatá) é um distrito do município brasileiro de Colniza, no interior do estado de Mato Grosso.